# Chin Meyer

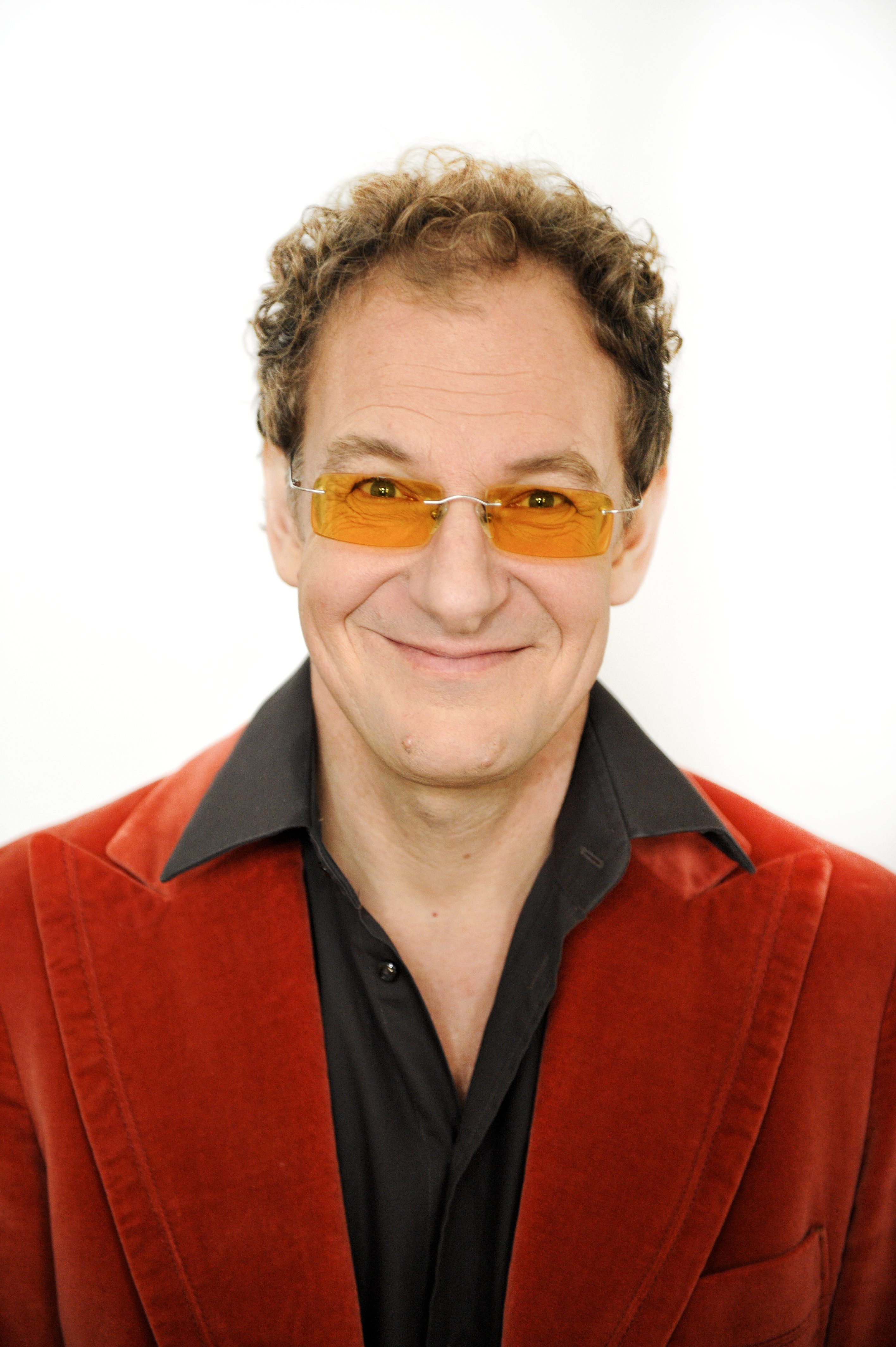
Chin Meyer (2011)

Christian „Chin“ Meyer (* 27. September 1959 in Hamburg) ist ein deutscher Kabarettist, Kolumnist, Buchautor, Schauspieler, Musical-Sänger und Redner („Speaker“). Bekannt wurde er in der Figur des satirischen Steuerfahnders „Siegmund von Treiber“. Seine Themen reichen von Politik und Gesellschaft bis zur „Wahrheit“ an sich, befassen sich aber vor allem mit Finanzen und Wirtschaft.

## Beruflicher Werdegang
Nach dem Abitur pendelte Chin Meyer viele Jahre zwischen Deutschland und Indien und jobbte in unterschiedlichen Berufssparten, unter anderem als DJ, Masseur, Butler, Heilpraktiker, Taxifahrer, Koch, sowie als lebendige Jukebox in der Fußgängerzone Londons und später durch ganz Europa (Straßentheater „Human Juke Box“).
Ein Schauspielstudium absolvierte er am Lee Strasberg Institute in London und arbeitete währenddessen und anschließend als Musical-Sänger (u. a. „Cats“). Nach einigen kleineren Filmrollen, darunter 2 Männer, 2 Frauen – 4 Probleme!? (1996, Regie: Vivian Naefe), Weihnachtsfieber (1997, Regie: Paul Harather), The Tourist Trap (1998, Channel 4 (GB)), Legion of the Dead (2001, Regie: Olaf Ittenbach), schlug er ab 1997 eine Karriere als Kabarettist und Improvisations-Schauspieler ein. Im Jahr 2000 entwickelte er die Figur des Steuerfahnders „Siegmund von Treiber“ mit der ihm im Theater-Restaurant „Pomp, Duck and Circumstance“ der Durchbruch gelang.
Neben seinen Solokabarettprogrammen war Meyer mit eigenen TV-Shows im Fernsehen präsent. Im Jahr 2007 moderierte er die von ihm, Arnulf Rating und Rudi Bergmann entwickelte satirische Nachrichtensendung „Ultimo“ (n-tv).
2010 folgte „Spaß aus Studio Eins – die Chin-Meyer-Show“ (MDR). Chin Meyer schreibt seit 2003 regelmäßig in der Mittwochs- und Samstagsausgabe eine Kolumne für den Berliner Kurier und war von 2010 bis 2011 ebenfalls als Kolumnist für die SUPERillu tätig. 2011 landete er in der Talk-Show von „Markus Lanz“ einen millionenfach geklickten YouTube-Hit, die „Fuselanleihen“.
Von 2014 bis 2015 betrieb er außerdem einen eigenen YouTube-Kanal „Happy Geld“, auf dem er sich Finanz- und weiteren Lebensfragen widmete.
In der Vergangenheit war Chin Meyer in unterschiedlichen TV-Kabarett-Formaten (u. a. „Die Anstalt“, „Schlachthof“), sowie im eigenen Bühnenprogramm zu sehen. 

## Privates
Meyer wuchs als Sohn eines Landschaftsarchitekten und einer Fremdsprachenkorrespondentin in Hamburg auf. Sein jüngerer Bruder ist der Schauspieler Hans-Werner Meyer.

## Soziales Engagement
Seit 2015 ist Chin Meyer Botschafter der „Deutschen Vereinigung Morbus Bechterew“, welche Bechterew-Patienten Unterstützung anbietet.

## Bühnenprogramme
- 1997 Single – Katastrophen zum Selberbasteln
- 1999 Chatman – ich war auch schon drin
- 2005 Die Razzia Ihres Lebens[11]
- 2009 Der Jubel rollt[12]
- 2012 Grundlos Optimistisch
- 2013 KlangRazzia – Ein Kabarett-Comedy – A-cappella-Konzert mit Chin Meyer und Hans-Werner Meyer sowie Meier und die Geier
- 2013 REICHmacher! Reibach sich wer kann!
- 2016 Das Leben ist kein Boni-Hof. Ein Triple-A-Kabarett-Abend mit Chin Meyer und Robert Griess
- 2016 Macht! Geld! Sexy? – Finanzkabarett
- 2019 Leben im Plus – Kabarett, Geld und mehr[13]

## Film- und Fernsehauftritte
- 1996: 2 Männer, 2 Frauen – 4 Probleme!? (Regie: Vivian Naefe)
- 1997: Weihnachtsfieber (Regie: Paul Harather)
- 1998: The Tourist Trap, Channel 4 (GB) und ProSieben
- 1999–2002: Streit um 3, mehrere Folgen
- 2001: Legion of the Dead (Regie: Olaf Ittenbach)
- 2003: Satirefest, RBB
- 2004: Kurt Krömer Show, RBB; Lachen mit Lars, HR
- 2005: Brisant, Satirekolumne Taxifahrer Jojo Kobielke, 6 Folgen
- 2006–2007: Ultimo-der satirische Nachrichtenrückblick, N-tv, 9 Folgen
- 2008: Bannmeile, 3sat, 2 Folgen
- 2009: Seitensprung, ZDF; Krone der Volksmusik, ARD
- 2010: Spaß aus Studio Eins – Die Chin-Meyer-Show, MDR
- 2011: Kabarett aus Franken, BR; Ottis Schlachthof, BR
- 2012: Kabarett aus Franken, BR; Mitternachtsspitzen, WDR; Altinger – Mittendrin, BR; Kanzleramt Pforte D, MDR; Spätschicht, SWR
- 2013: Alfons und Gäste, SWR; „Künstler Wühlmäuse Festival 2013“, ARD late night; Kleinkunstfestival, RBB; Schlachthof, BR; Kabarett aus Franken, BR
- 2014: Comedy-Labor, SRF 1; Kabarett aus Franken, BR; Die Anstalt, ZDF
- 2015: Spätschicht – Die Comedy-Bühne, SWR
- 2016: Die Anstalt, ZDF
- 2017: Kanzleramt Pforte D, MDR; Schlachthof, BR[14]
- 2018: Die Anstalt, ZDF

## Bücher
- Ohne Miese durch die Krise. Südwest, München 2010, ISBN 978-3-517-08646-0.
- Warum Verschwendung wichtig ist! Lappan, München 2015, ISBN 978-3-8303-3403-3.

## Diskografie
- Steuerfahnder (2005)
- Die Razzia Ihres Lebens (DVD, 2009)
- Der Jubel rollt (2010)
- Grundlos Optimistisch (DVD, 2012)
- REICHmacher! Reibach sich wer kann! (2015)
- Macht! Geld! Sexy? (2018)

## Auszeichnungen
- 2000: 3. Platz, Paulaner Solo[15]
- 2007: Tegtmeiers Erben (Jurypreis)[16]
- 2011: Stuttgarter Besen (Silberner Besen)[17]
- 2015: Launeus-Award[18]
- 2024: St. Ingberter Pfanne[19]
- 2024: Lorscher Abt 2. Platz[20]